# John Björkhem
John Björkhem, född 1910 i Jämshög, död 1963 var en svensk  psykolog, religionspsykolog, läkare och präst. Björkhem var pionjär inom svensk parapsykologi och hypnosforskning.

## Biografi
Björkhem föddes i Jämshög, Blekinge i en lantbrukarfamilj och fick som studiebegåvad och teologiintresserad börja på Fjellstedtska skolan i Uppsala där han tog studentexamen 1931. Under 1930-talet blev han intresserad av hypnosens möjligheter. Han uppges ha hypnotiserat ca 1 500 personer experimentellt fram till sin doktorsavhandling i psykologi "De hypnotiska hallucinationerna" (1942). Dessförinnan hade han 1940 doktorerat i teologi med en religionspsykologisk och religionshistorisk undersökning av mystikern Antoinette Bourignon (1616-1680). Björkhem gifte sig 1940 med Dagny, född Antonsson, och de fick fem barn, däribland sönerna Ingemar, professor i klinisk kemi och Örjan, religionspsykolog och författare, samt dottern Gudrun, specialistläkare inom barnkardiologi.
Björkhems mest kända bok, som utkommit i många upplagor fram till 80-talet är Det ockulta problemet från 1939, där han skildrar både hypnosexperiment med fjärrsyn och klärvoajans och i en senare upplaga psykometriexperiment från 1947, där mediet Helga Braconnier beskrev något som skulle kunna ha varit livet på Kejsar Caligulas skepp utifrån endast en (autentisk) bränd kopparspik i ett kuvert. Björkhem var hela tiden mycket försiktig med att uttala sig om det eventuella bevisvärdet i sina experiment.

Han var en av de drivande bakom att Sällskapet för Parapsykologisk Forskning bildades 1948.